# Klasztor Klarysek w Dubrowniku

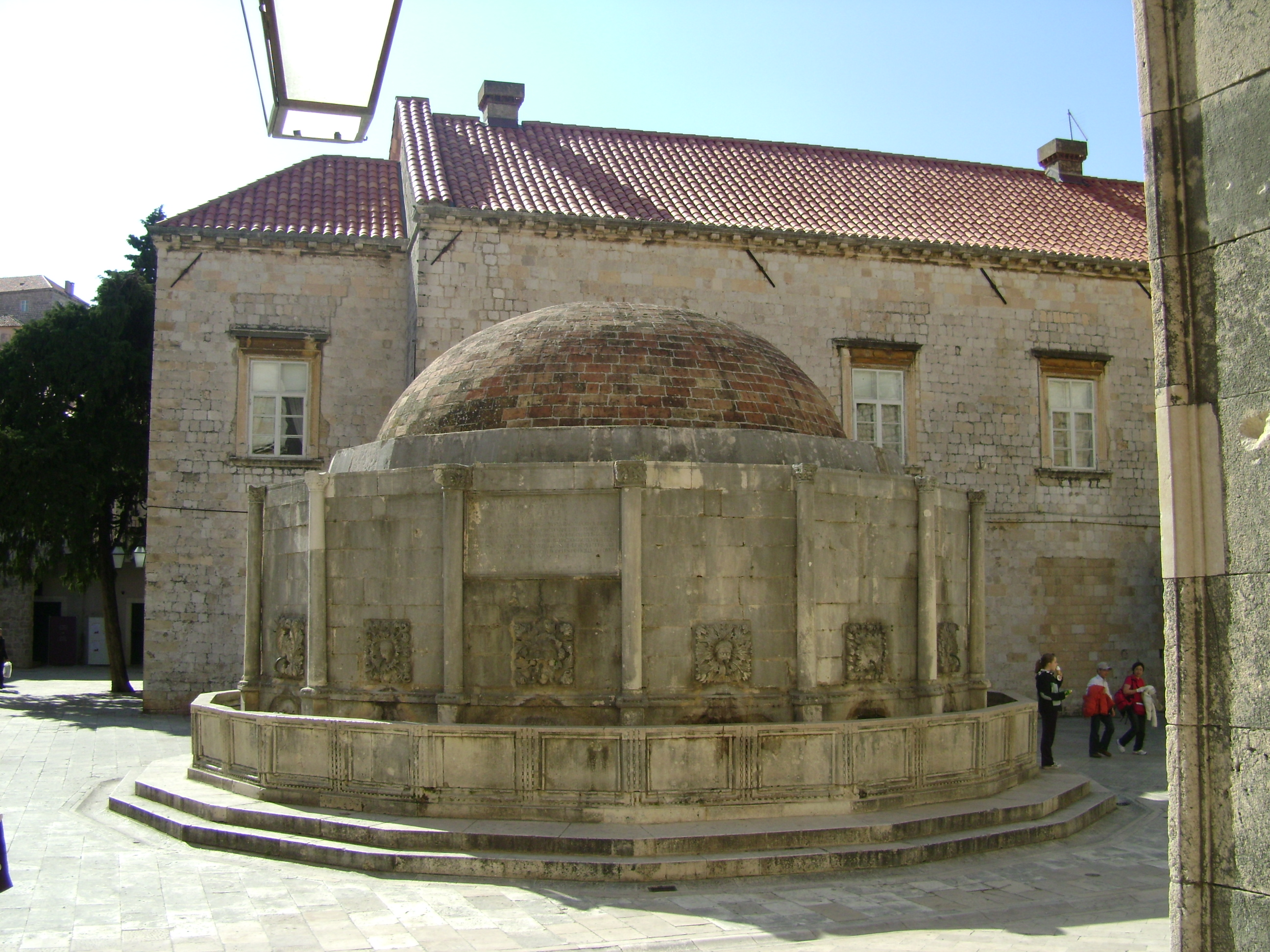
Klasztor (w tle), Wielka Studnia Onofria (na przedzie)

Klasztor Klarysek w Dubrowniku to klasztor zbudowany na przełomie XIII i XIV wieku. Znajduje się on na południe od Bramy Pile na placu Paskaje Miličevića.
Z powodu poszanowania jakim się cieszył, uważany za najważniejszy spośród ośmiu zgromadzeń żeńskich Republiki Dubrownickiej. W 1432, w części klasztoru otworzono sierociniec dla porzuconych dzieci. O dzieci troszczono się do szóstego roku życia, potem przygarniały je rodziny mieszczańskie. Sierociniec w klasztorze był jedną z pierwszych tego typu instytucji na świecie. W katastrofalnym trzęsieniu ziemi w 1667 roku klasztor uległ zniszczeniu, odbudowały go jednak władze miejskie. Kiedy miasto opanowały wojska napoleońskie, francuskie władze zamieniły go w stajnię i skład amunicji. Po II wojnie światowej klasztor został przerobiony na restaurację i kino letnie. Dziś ma wielorakie przeznaczenie.